# 啟勝管理服務
啟勝管理服務有限公司（Kai Shing Management Services Limited），於 1978 年成立，是香港上市公司新鴻基地產的子公司，提供專業物業管理、保安、清潔，維修及地產代理等服務，服務市場在香港和中國大陸，包括深圳、廣州、東莞、珠海、佛山、北京、上海、蘇州、武漢、鄭州等地。
該公司管理之物業已超過一億平方呎，管理面積亦正繼續不斷增加，不少知名或大型商場及住宅均為啟勝管理之物業，例如：新城市廣場、新都會廣場、MOKO新世紀廣場、APM、YOHO MALL、YOHO 系列、V city、東港城、珀麗灣、愛琴海岸 等。
啟勝為香港最具規模的物業管理機構之一，大多數管理物業大業主為新鴻基地產。

## 姊妹公司
- 康業服務有限公司
- 超卓管理服務有限公司，主要管理甲級住宅物業
- WeSpire Living Limited，2022年創立，暫時只管理NOVO LAND一個屋苑，未來亦會管理新地旗下與港鐵合作發展的輕鐵天榮站上蓋發展項目YOHO WEST。

## 主要管理物業

### 港島區
- 世貿中心
- 帝景園
- 浪琴園
- 禮頓山(由超卓管理服務有限公司管理)

### 九龍區
- 環球貿易廣場 (ICC)
- APM 創紀之城五期
- MOKO新世紀廣場
- 維景灣畔
- 天鑄(由超卓管理服務有限公司管理)

### 新界及離島區
- 新都會廣場
- 新城市廣場, 新城市商業大廈, 新城市中央廣場
- V City
- V Walk
- 大埔超級城
- 上水廣場
- 愛琴海岸
- 卓爾居，卓爾廣場
- 東港城
- 天晉 (天晉II、IIIA、IIIB及海天晉)
- YOHO系列: YOHO MALL, Grand YOHO, YOHO Midtown, YOHO Town, 新元朗中心
- 珀麗灣
- 浪翠園
- 九龍貿易中心, 活＠KCC
- 爵悅庭
- 曉峰園
- 荃景花園
- 荃灣中心
- 美景花園
- 濱景花園
- 雅典居
- 葡萄園(由超卓管理服務有限公司管理)
- NOVO LAND(由全新獨立品牌WeSpire Living Limited管理)
- YOHO WEST(由全新獨立品牌WeSpire Living Limited管理)

## 外部參考
- 啟勝物業管理有限公司 - 香港官方網址（页面存档备份，存于）
- 啟勝物業管理(中國大陸)[永久]